# François Mitterrand
François Maurice Adrien Marie Mitterrand (Phát âm tiếng Việt như là phờ-răng-xoa mít-tờ-răng; sinh ngày 16 tháng 10 năm 1916 – mất ngày 8 tháng 1 năm 1996) là Tổng thống Pháp và Đồng hoàng tử nước Andorra từ năm 1981 đến năm 1995, được bầu lên chức vụ này với tư cách là đại diện của Đảng Xã hội (PS). Lần đầu tiên được bầu cử vào chức vụ tổng thống trong cuộc bầu cử tổng thống tháng 5 năm 1981, ông đã trở thành tổng thống thuộc Đảng Xã hội đầu tiên của Đệ ngũ Cộng hòa Pháp và là nguyên thủ quốc gia cánh tả đầu tiên kể từ năm 1957. Ông đã được tái đắc cử năm 1988 và giữ nhiệm sở cho đến năm 1995, trước khi qua đời vì ung thư tuyến tiền liệt trong năm sau.
Trong mỗi nhiệm kỳ của mình, ông đã giải tán Quốc hội sau khi ông được bầu cử để có một đa số trong nhiệm kỳ 5 năm của mình, và mỗi lần sau đó đảng của ông lại thất bại trong những cuộc bầu cử lập pháp tiếp theo. Kết quả là ông đã bị buộc phải lập "sống chung" trong hai năm cuối của mỗi nhiệm kỳ với các nội các bảo thủ. Các nội các này đã được Jacques Chirac lãnh đạo từ năm 1986 đến năm 1988, và Édouard Balladur lãnh đạo từ năm 1993 đến năm 1995.
Đến năm 2007 ông đã giữ kỷ lục là tổng thống Pháp giữ nắm nhiệm sở lâu nhất (14 năm). Ông cũng là tổng thống già nhất của Đệ ngũ Cộng hòa Pháp, rời nhiệm sở lúc 78 tuổi. Ông mất ngày 8 tháng 1 năm 1996, ngay sau khi trở về từ một kỳ nghỉ Giáng Sinh ở Ai Cập.

## Gia đình Mitterrand
Mitterrand sinh tại Jarnac, Charente, và được rửa tội với tên gọi François Maurice Adrien Marie Mitterrand. Gia đình ông nhiệt tâm theo Cơ đốc giáo La Mã và rất bảo thủ. Cha ông, Joseph Gilbert Félix, làm kỹ sư cho la Compagnie Paris Orléans, cha dượng của ông là một người làm dấm và sau này làm chủ tịch liên đoàn những người làm dấm (Fédération des syndicats de fabricants de vinaigre). Bà ngoại của Joseph là một phụ nữ quý tộc, hậu duệ của cả Fernando III của Castile và Jean de Brienne của Jerusalem. Mẹ Mitterrand là Marie Gabrielle Yvonne Lorrain, một cháu họ xa của Giáo hoàng John XXII. Ông có ba người anh em trai (Robert, Jacques và Philippe) và bốn chị em gái. Vợ ông, Danielle Mitterrand tên khi sinh Gouze, là người xã hội và đã tham gia nhiều phong trào cánh tả. Họ cưới ngày 24 tháng 10 năm 1944 và có ba con trai: Pascal (10 tháng 6 năm 1945 –  17 tháng 9 năm 1945), Jean-Christophe, sinh năm 1946, và Gilbert Mitterrand, sinh ngày 4 tháng 2 năm 1949. Ông cũng có một con gái Mazarine sinh năm 1974 với Anne Pingeot. Cháu trai của ông Frédéric Mitterrand là một nhà báo, hiện là "Bộ trưởng Văn hoá và Viễn thông" (và là một người ủng hộ Jacques Chirac, cựu tổng thống Pháp), và Roger Hanin anh rể của ông là một diễn viên nổi tiếng.

Theo tin của hãng thông tấn AFP, một chính trị gia trẻ tuổi người Thụy Điển (Hravn Forsne, 25 tuổi) đang ứng cử cho đảng bảo thủ vào Quốc hội, trong một cuộc phỏng vấn với một tờ báo địa phương cho biết mình là con trai của François Mitterrand, và có gặp ông ta 5, 6 lần. Mẹ ông, một đặc phái viên cho tờ báo „Aftonbladet" và cho đài truyền hình Thụy Điển ở Pháp, có thú nhận là có quan hệ tình dục nhiều năm với Mitterand, nhưng im lặng không cho biết ai là cha của con trai mình.

## Tuổi trẻ

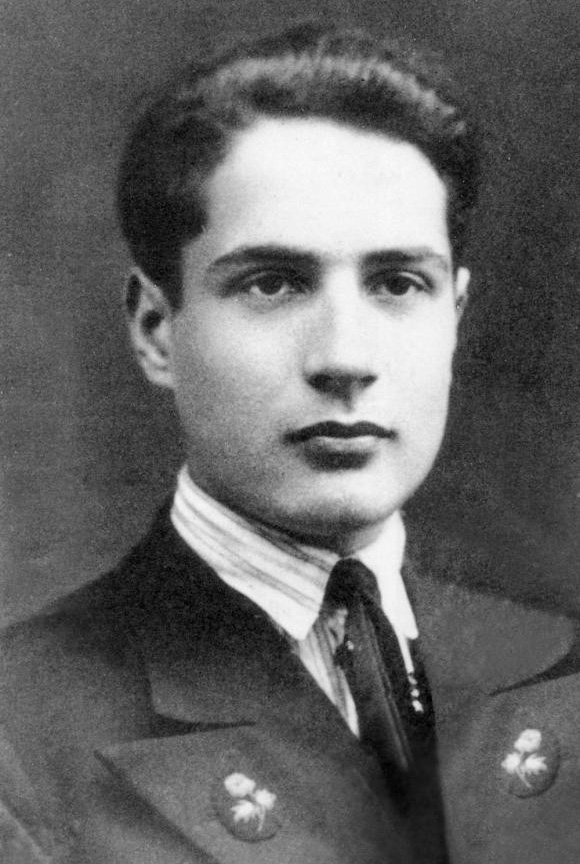
François Mitterrand vào năm 1933.

Mitterrand học tập từ năm 1925 đến năm 1934 tại collège Saint-Paul ở Angoulême, nơi ông trở thành một thành viên của JEC (Jeunesse étudiante chrétienne), tổ chức sinh viên của Action catholique. Tới Paris vào mùa thu năm 1934, sau đó ông vào École Libre des Sciences Politiques cho tới năm 1937, và nhận được bằng vào tháng 7 năm đó. Mitterrand trở thành thành viên của Volontaires nationaux (Người tình nguyện Quốc gia) trong vòng một năm, đây là một tổ chức liên quan tới liên đoàn cực hữu của François de la Rocque, Croix de Feu; liên đoàn vừa tham gia vào những cuộc bạo loạn ngày 6 tháng 2 năm 1934 dẫn tới sự sụp đổ của Cartel des Gauches (Liên minh cánh Tả) thứ hai.. Trái ngược với điều ông vẫn thường nói, ông không bao giờ tham gia vào Đảng Xã hội Pháp (PSF) là tổ chức kế tục Croix de Feu và có thể được coi là đảng đa số cánh hữu đầu tiên của Pháp. Tuy nhiên, ông có viết các bài báo trên tờ L'Echo de Paris, gần gũi với PSF. Ông tham gia vào các cuộc tuần hành bài ngoại chống lại "sự xâm lăng métèque" vào tháng 2 năm 1935 và sau đó vào những cuộc tuần hành phản đối giáo sư luật Gaston Jèze, người từng được chỉ định làm cố vấn pháp lý của Negus tại Ethiopia tháng 1 năm 1936. Khi việc ông tham gia vào các phong trào quốc gia đó bị tiết lộ trong thập niên 1990, ông đã coi những hành động đó là sự bồng bột tuổi trẻ. Mitterrand còn có một số mối quan hệ gia đình và cá nhân với các thành viên của Cagoule, một nhóm khủng bố cực hữu trong thập niên 1930. Theo một cách logic cho những ý tưởng quốc gia của ông khi ấy, ông đã lo âu trước chủ nghĩa bành trướng của Phát xít trong thời Anschluss.
Mitterrand sau đó đăng ký nghĩa vụ quân sự từ năm 1937 tới năm 1939 tại trung đoàn bộ binh thuộc địa số 23. Năm 1938, ông trở thành người bạn thân của Georges Dayan, một người Do Thái theo chủ nghĩa xã hội, và cũng là người được ông cứu giú khỏi những hành động quá khích của phong trào bảo hoàng quốc gia chống Do Thái Action française. Tình bạn của ông với Dayan khiến Mitterrand bắt đầu nghi ngờ các lý tưởng quốc gia của mình. Khi thôi học luật, ông được gửi tới giới tuyến Maginot vào tháng 9 năm 1939, với cấp bậc trung sĩ (trung sĩ bộ binh), gần Montmédy. Ông đính hôn với Marie-Louise Terrasse (nghệ sĩ Catherine Langeais tương lai) tháng 5 năm 1940 (nhưng bà huỷ bỏ nó năm 1942).

## Thế chiến II
Những hoạt động của François Mitterrand trong Thế chiến II gây ra nhiều tranh cãi tại Pháp trong thập niên 1980 và 1990.
Mitterrand ở cuối thời hạn phục vụ quân sự khi chiến tranh bùng nổ. Ông chiến đấu như một trung sĩ bộ binh và bị thương và bị quân Đức bắt giữ ngày 14 tháng 6 năm 1940. Ông bị giam tại Stalag IXA gần Ziegenhain (ngày nay được gọi là Trutzhain, một làng gần Kassel ở Hesse). Mitterrand bắt đầu tham gia vào một tổ chức xã hội cho các tù binh chiến tranh trong trại. Ông tuyên bố điều này, và sự ảnh hưởng của những người ông đã gặp ở đó, bắt đầu thay đổi các tư tưởng chính trị của ông, khiến ông nghiêng sang phe tả. Ông đã hai lần âm mưu vượt ngục không thành công vào tháng 3 và tháng 11 năm 1941 trước khi thoát được ngày 10 tháng 12 năm 1941, đi bộ quay trở lại Pháp. Tháng 12 năm 1941 ông về nhà ở khu vực không bị chiếm đóng do người Pháp quản lý. Với sự giúp đỡ từ một người bạn của mẹ ông, ông kiếm được công việc làm công chức hạng trung trong chính phủ Vichy, chịu trách nhiệm về các quyền lợi của tù binh chiến tranh. Đây là một sự việc rất không bình thường với một tù nhân đã bỏ trốn, và ông tuyên bố đã làm một điệp viên cho Các lực lượng Tự do Pháp.
Mitterrand làm việc từ tháng 1 tới tháng 4 năm 1942 cho Légion française des combattants et des volontaires de la révolution nationale (Quân đoàn chiến binh và tình nguyện Pháp cho cuộc cách mạng quốc gia) với tư cách một nhân viên dân sự theo hợp đồng tạm thời. Ông làm việc dưới quyền Favre de Thierrens, là một điệp viên cho tình báo Anh. Sau đó ông chuyển tới Commissariat au reclassement des prisonniers de guerre (Sở hướng nghiệp cho tù binh chiến trah). Trong giai đoạn này, Mitterrand biết được những hoạt động của Thierrens và có thể đã giúp đỡ trong chiến dịch đánh lạc hướng của ông. Cùng lúc ấy, ông xuất bản một bài viết chi tiết về thời gian là tù binh chiến tranh của mình trên tạp chí France, revue de l'État nouveau (tạp chí được xuất bản với mục đích tuyên truyền của Chế độ Vichy).
Mitterrand đã được gọi là một "Vichysto-résistant" (một cách thể hiện được sử dụng bởi nhà sử học Jean-Pierre Azéma để miêu tả những người ủng hộ Philippe Pétain trước năm 1943, nhưng sau này bị Chế độ Vichy loại bỏ).
Từ mùa xuân năm 1942, ông gặp các tù nhân chiến tranh bỏ trốn khác Jean Roussel, Max Varenne, và tiến sĩ Guy Fric, dưới ảnh hưởng của họ ông dần tham gia vào cuộc kháng chiến. Tháng 4, Mitterrand và Fric gây ra một vụ hỗn loạn lớn trong một cuộc tụ họp công cộng do người hợp tác Georges Claude tổ chức. Từ giữa năm 1942, ông gửi những giấy tờ giả tới các tù binh chiến tranh tại Đức và ngày 12 tháng 6 và 15 tháng 8 năm 1942, ông tham gia các cuộc gặp gỡ tại Château de Montmaur hình thành nên cơ sở cho mạng lưới kháng chiến tương lai của ông. Từ tháng 9, ông tiếp xúc với France libre, nhưng không thể hoà thuận với Michel Cailliau, cháu của Tướng Charles de Gaulle. Ngày 15 tháng 10 năm 1942, Mitterrand và Marcel Barrois (một thành viên của phong trào kháng chiến bị trục xuất năm 1944) gặp Maréchal Philippe Pétain cùng với các thành viên khác của Comité d'entraide aux prisonniers rapatriés de l'Allier (Nhóm trợ giúp hồi hương cho các tù binh chiến tranh tại Allier). Tới cuối năm 1942, Mitterrand gặp một người bạn cũ từ thời ông còn với "Cagoule" Pierre Guillain de Bénouville. Bénouville là một thành viên của các nhóm kháng chiến Combat và Noyautage des administrations publiques (NAP).
Cuối năm 1942, vùng không bị chiếm đóng bị người Đức chiếm. Mitterrand rời ban thư ký tháng 1 năm 1943, khi người lãnh đạo của ông Maurice Pinot, một vichysto-résistant khác, bị thay thế bởi cộng tác viên André Masson, nhưng ông vẫn chịu trách nhiệm về centres d'entraides. Mùa xuân năm 1943, cùng với Gabriel Jeantet, một thành viên của nội các Maréchal Pétain, và Simon Arbellot (cả hai đều là thành viên cũ của "la Cagoule"), Mitterrand được nhận Ordre de la francisque (danh hiệu danh dự của Chế độ Vichy). Tranh cãi nổ ra dữ dội tại Pháp về ý nghĩa của việc này. Khi quá khứ Vichy của Mitterrand được tiết lộ trong thập niên 1950, ban đầu ông bác bỏ việc đã nhận Francisque (một số nguồn nói ông được chỉ định để nhận giải thưởng, nhưng thực tế không bao giờ nhận nó bởi ông đã đi trốn trước khi buổi lễ diễn ra) Một số người nói ông đã bị ra lệnh phải nhận huy chương để che giấu công việc trong nhóm kháng chiến. Những người khác, như Pierre Moscovici và Jacques Attali vẫn hoài nghi về niềm tin thực sự của Mitterrand ở thời điểm đó, buộc tội ông đã có "một chân trong mỗi phe" cho tới khi chắc chắn ai sẽ là người chiến thắng, nêu ra tình bạn của Mitterrand với René Bousquet và những vòng hoa ông đã đặt trên mộ của Pétain như những dấu hiệu của thái độ nước đôi của ông.
Mitterrand dự định xây dựng một mạng lưới kháng chiến, chủ yếu gồm các cựu tù binh chiến tranh như mình. Tập hợp tù binh chiến tranh Quốc gia (Rassemblement national des prisonniers de guerre hay RNPG) đã liên kết với Tướng Henri Giraud, một cựu tù binh chiến tranh đã bỏ trốn khỏi nhà tù Đức và đi xuyên qua nước Đức để về với các lực lượng Đồng Minh. Giraud sau đó đã tranh chấp vai trò lãnh đạo Kháng chiến Pháp với Tướng Charles de Gaulle. Từ đầu năm 1943, Mitterrand bắt đầu tham gia vào việc lập ra một nhóm kháng chiến mạnh gọi là Organisation de résistance de l'armée (ORA). Ông thu thập tài chính cho mạng lưới RNPG của riêng mình, mà ông lập ra cùng Pinot vào tháng 2. Từ thời điểm đó trở về sau, Mitterrand là một thành viên của ORA . Tháng 3, Mitterrand gặp Henri Frenay, người khuyến khích phong trào kháng chiến Pháp ủng hộ Mitterrand thay vì Michel Cailliau, nhưng ngày 28 tháng 5 năm 1943, khi Mitterrand gặp gỡ với Philippe Dechartre, người theo phái de Gaulle, thường được coi là ngày ly khai của Mitterrand với Vichy.
Trong năm 1943, RNPG dần thay đổi hoạt động không còn chỉ cung cấp giấy tờ giả hay thu thập thông tin cho Pháp tự do. Pierre de Bénouville đã nói, " Mitterrand đã tạo ra một mạng lưới điệp viên thực sự tại các trại tù binh chiến tranh để cung cấp thông tin cho chúng tôi, thường là những thông tin có tính chất quyết định, về sự thực đang diễn ra phía sau biên giới nước Đức.". Ngày 10 tháng 7 Mitterrand và Piatzook (một du kích cộng sản) ngừng một cuộc tụ họp công khai tại Salle Wagram ở Paris. Cuộc gặp có dự tính cho phép những tù binh chiến tranh Pháp quay trở về nhà nếu họ được thay thế bởi những thanh niên Pháp bị buộc phải tới làm việc ở Đức" (trong tiếng Pháp điều này được gọi là "la relève"). Khi André Masson bắt đầu nói về "la trahison des gaullistes" (sự phản bội de Gaulle), Mitterrand đứng dậy trước thính giả và bác bỏ ông ta, nói rằng Masson không có quyền tuyên bố thay mặt các tù binh chiến tranh và gọi "la relève" là một trò bịp. Mitterrand thoát được không bị bắt giữ nhờ Piatzook đã yểm trợ cho ông chạy trốn..
Tháng 11 năm 1943 Sicherheitsdienst (SD) lục soát một căn hộ tại Vichy nơi họ hy vọng bắt giữ được François Morland, một thành viên kháng chiến..
"Morland" là tên vỏ bọc của Mitterrand. Ông cũng sử dụng các tên vỏ bọc khác như Purgon, Monnier, Laroche, đại uý François, Arnaud et Albre.
Người đàn ông bị bắt giữ là Pol Pilven, một thành viên kháng chiến đã sống sót qua cuộc chiến tranh trong một trại tập trung. Thời điểm đó Mitterrand đang ở Paris. Được những người bạn cảnh báo, ông bỏ trốn tới London trên chiếc máy bay Lysander ngày 15 tháng 11 năm 1943. Từ đó ông tới Algiers, nơi ông gặp gỡ Charles de Gaulle, người lúc ấy đã là một lãnh đạo đương nhiên của Pháp Tự do. Hai người không hợp tác cùng nhau. Mitterrand từ chối sáp nhập nhóm của ông với các phong trào tù binh chiến tranh khác nếu Cailliau sẽ là người lãnh đạo. Dưới ảnh hưởng của Henri Frenay, de Gaulle cuối cùng đồng ý sáp nhập mạng lưới của cháu mình và RNPG với Mitterrand là người lãnh đạo. Sau đó ông qua Anh về Pháp trên một chiếc tàu thủy. Tại Paris, ba nhóm kháng chiến của người tù binh chiến tranh (cộng sản, de Gaulle, RNPG) cuối cùng sáp nhập trở thành Phong trào Quốc gia của các Tù binh chiến tranh và Người bị trục xuất (Mouvement national des prisonniers de guerre et déportés hay MNPGD) và Mitterrand là người lãnh đạo. Trong hồi ký ông nói rằng ông đã bắt đầu tổ chức này khi vẫn đang làm việc chính thức cho Chế độ Vichy. Từ ngày 27 tháng 113 năm 1943 Mitterrand điều hành Bureau central de renseignements et d'action .. Tháng 12 năm 1943 Mitterrand ra lệnh xử tử Henri Marlin (người định ra lệnh tấn công vào "maquis") bởi Jacques Paris et Jean Munier người sau này bỏ trốn với cha của Mitterrand. 
Sau một chuyến viếng thăm thứ hai tới London trong tháng 2 năm 1944 Mitterrand tham gia vào việc giải phóng Paris. Khi de Gaulle tiến vào Paris sau sự Liberation, ông được giới thiệu với nhiều người từng là một phần của chính phủ lâm thời. Trong số đó có Mitterrand, với tư cách tổng thư ký tù binh chiến tranh. Khi họ đối mặt, de Gaulle được cho là đã thì thầm: "Lại ông à!" Mitterrand bị bãi chức 2 tuần sau đó.
Tháng 10 năm 1944 Mitterrand và Jacques Foccart cùng đặt một kế hoạch giải phóng các tù binh chiến tranh và các trại tập trung. Nó được gọi là chiến dịch Viacarage và vào tháng 4 năm 1945 Mitterrand tháp tùng General Lewis như đại diện của Pháp giải phóng các trại tù binh tại Kaufering và Dachau theo lệnh của de Gaulle. Mitterrand đã may mắn tìm thấy người bạn và là thành viên trong mạng lưới của ông Robert Antelme đang bị sốt Rickettsia. Antelme được ra lệnh ở lại trong trại để ngăn ngừa bệnh lây truyền vì thế Mitterrand đã thu xếp để ông "bỏ trốn" và gửi ông về Pháp để điều trị.,.

## Đệ tứ Cộng hoà
Sau cuộc thế chiến ông nhanh chóng quay lại với chính trị. Tại cuộc cuộc bầu cử lập pháp tháng 6 năm 1946, ông lãnh đạo phái Tập hợp những người Cộng hoà cánh Tả (Rassemblement des gauches républicaines hay RGR) ở ngoại ô phía tây Paris, nhưng không được bầu. RGR là một thực thể bầu cử gồm Đảng cấp tiến, Liên minh Kháng chiến Dân chủ Xã hội (Union démocratique et socialiste de la Résistance hay UDSR) trung dung và nhiều nhóm bảo thủ. Nó đối lập với chính sách của "liên minh ba đảng" (Cộng sản, Xã hội và Dân chủ Thiên chúa giáo).
Trong cuộc bầu cử lập pháp tháng 11 năm 1946, ông giành được một ghế đại biểu tại Nièvre département. Để được bầu, ông phải giành một ghế với cái giá là Đảng Cộng sản Pháp (PCF). Với tư cách lãnh đạo phái bầu cử RGR, ông thực hiện một chiến dịch tranh cử rất chống cộng. Sau đó ông trở thành một thành viên của đảng UDSR. Tháng 1 năm 1947, ông gia nhập nội các với chức vụ Bộ trưởng cựu chiến binh chiến tranh. Ông giữ nhiều chức vụ trong Đệ tứ cộng hoà với tư cách Đại biểu và Bộ trưởng (tổng cộng giữ 11 chức vụ bộ trưởng).
Tháng 5 năm 1948 Mitterrand tham gia, cùng với Konrad Adenauer, Winston Churchill, Harold Macmillan, Paul-Henri Spaak, Albert Coppé và Altiero Spinelli, vào Đại hội The Hague, khởi đầu cho Phong trào châu Âu.
Với tư cách Bộ trưởng Hải ngoại (1950-1951), ông phản đối sự lobby thuộc địa nhằm đề xuất một chương trình cải cách. Ông liên kết với phe tả khi từ chức khỏi nội các sau vụ bắt giữ vua Maroc (1953). Với tư cách lãnh đạo phái cấp tiến của UDSR, ông giữ chức lãnh đạo đảng năm 1953, thay thế nhân vật bảo thủ René Pleven.
Với tư cách Bộ trưởng Nội vụ trong nội các của Pierre Mendès-France (1954-1955), ông đối mặt với cuộc Chiến tranh độc lập Algeria. Ông tuyên bố: "Algeria là Pháp." Ông cũng bị nghi ngờ là người chỉ điểm của Đảng Cộng sản trong nội các. Lời đồn này lan ra bởi cựu quận trưởng cảnh sát Paris, người từng bị ông bãi chức. Những nghi ngờ bị bác bỏ bởi các cuộc điều tra sau đó.
UDSR gia nhập Mặt trận Cộng hoà, một liên minh trung tả, giành thắng lợi trong cuộc bầu cử lập pháp năm 1956. Với tư cách Bộ trưởng Tư pháp (1956-1957), ông cho phép kéo dài thiết quân luật trong cuộc xung đột Algieria. Không giống các bộ trưởng khác (gồm cả Mendès-France), những người chỉ trích chính sách hiếu chiến tại Algieria, ông vẫn ở trong nội các của Guy Mollet cho tới khi nó kết thúc.
Với tư cách Bộ trưởng Tư pháp ông là một đại diện chính thức của Pháp trong hôn lễ của Hoàng tử Monaco Rainier III và nữ diễn viên Grace Kelly.
Dưới thời Đệ tứ Cộng hoà ông là đại diện của thế hệ chính trị gia trẻ nhiều tham vọng. Ông xuất hiện như một ứng cử viên cho chức Thủ tướng trong tương lai.

## Đệ ngũ cộng hoà và đối lập với Gaulle

### Cuộc "vượt sa mạc"
Năm 1958, Mitterrand là một trong số ít ứng cử viên để Charles de Gaulle chỉ định làm lãnh đạo chính phủ, và cho kế hoạch của de Gaulle về một nền Đệ ngũ Cộng hoà. Ông đã thay đổi sự đối lập của mình trong hoàn cảnh de Gaulle quay trở lại: cuộc khủng hoảng tháng 5 năm 1958 và áp lực quân đội. Tháng 9 năm 1958, quyết định đối đầu với Charles de Gaulle, Mitterrand đưa ra một lời kêu gọi bỏ phiếu "phản đối" trong cuộc trưng cầu dân ý về hiến pháp, tuy nhiên nó vẫn được thông qua ngày 4 tháng 10 năm 1958. Liên minh thất bại gồm PCF và một số nhà chính trị cộng hoà cánh tả (như Mendès-France và Mitterrand).
Thái độ này có thể là một yếu tố khiến Mitterrand mất ghế trong cuộc bầu cử lập pháp năm 1958, bắt đầu một chiến dịch "vượt sa mạc" lâu dài (thuật ngữ này thường được áp dụng cho sự suy tàn ảnh hưởng của de Gaulle trong một giai đoạn tương tự). Quả thực, ở vòng hai cuộc bầu cử lập pháp, Mitterrand được những người Cộng sản ủng hộ tuy nhiên Nhóm Công nhân Quốc tế Pháp (SFIO) từ chối rút lui ứng cử viên của họ. Sự chia rẽ này khiến ứng cử viên phe phe de Gaulle được bầu. Một năm sau, ông trúng cử làm đại diện cho Nièvre trong Thượng viện, nơi ông là một phần của Nhóm Dân chủ cánh Tả. Cùng lúc ấy, ông không được chấp nhận vào bộ máy của Đảng Xã hội Thống nhất (Parti socialiste unifié, PSU) do Mendès-France, cựu đối thủ bên trong của Molletvà là cựu thành viên có tư tưởng cải cách của Đảng Cộng sản, lập ra. Các lãnh đạo PSU đưa ra quyết định của mình dựa trên việc ông không từ chức khỏi nội các của Mollet và quá khứ Vichy của ông.
Cũng trong năm ây, trên Đại lộ de l'Observatoire ở Paris, Mitterrand tuyên bố đã thoát khỏi những viên đạn ám sát bằng cách nấp phía sau một hàng rào, Vụ Observatory. Vụ việc khiến ông trở nên rất nổi tiếng, lần đầu khuyến khích những tham vọng chính trị của ông. Một số người chỉ trích ông tuyên bố rằng chính ông dựng lên vụ ám sát, dẫn tới một phản ứng dữ dội chống Mitterrand. Sau này ông nói rằng trước đó ông đã được đại biểu cánh hữu Pesquet cảnh báo rằng ông đang là mục tiêu của một đơn vị ám sát Algérie française và buộc tội Thủ tướng Michel Debré là người đứng sau. Trước khi biến mất, Pesquet tuyên bố rằng Mitterrand đã lập ra một nỗ lực giả về cuộc đời ông. Một vụ khởi tố đã được thực hiện chống lại Mitterrand nhưng sau đó nó đã bị huỷ bỏ.
Trong cuộc bầu cử năm 1962, ông giành lại ghế trong Quốc hội với sự ủng hộ của PCF và SFIO. Hoạt động trong cánh tả thống nhất ở Nièvre, ông ủng hộ việc tập hợp các lực lượng cánh tả ở mức độ quốc gia, gồm cả PCF, nhằm thách thức sự thống trị của phái de Gaulle. Hai năm sau, ông trở thành chủ tịch của Đại hội đồng Nièvre. Tuy những người đối lập với De Gaulle tự tổ chức thành các câu lạc bộ, ông thành lập nhóm riêng của mình, Hội nghị các định chế cộng hoà (Convention des institutions républicaines hay CIR). Ông tăng cường vị thế của mình như một người đối lập cánh tả với Charles de Gaulle bằng cách xuất bản Le Coup d'État permanent (Cuộc đảo chính thường trực, 1964), chỉ trích quyền lực cá nhân của de Gaulle, sự suy yếu của nghị viện và chính phủ, việc tổng thống có quyền tối cao với các công việc ngoại giao và quốc phòng, vân vân.

### Cuộc bầu cử tổng thống năm 1965 và hậu quả
Năm 1965, Mitterrand là chính trị gia cánh tả đầu tiên coi cuộc bầu cử tổng thống theo phổ thông đầu phiếu là một cách thức để đánh bại lãnh đạo đối lập. Không phải là một thành viên của bất kỳ một đảng chính trị rõ ràng nào, tư cách ứng viên tổng thống của ông được mọi đảng cánh tả chấp nhận (Quốc tế Công nhân Pháp (SFIO), Đảng Cộng sản Pháp (PCF), Đảng Xã hội cấp tiến (PR) và Đảng Xã hội Thống nhất (PSU)). Ông chấm dứt cordon sanitaire của PCF mà đảng là một đối tượng từ năm 1947. Với lãnh đạo SFIO Guy Mollet, tư cách ứng cử viên tổng thống của Mitterrand đã ngăn cản được Gaston Defferre, đối thủ của ông trong SFIO, khỏi chạy đua chức tổng thống. Hơn nữa, Mitterrand là một nhân vật đơn độc nên ông không có vẻ là một mối đe doạ với các thành viên của các đảng cánh tả.
De Gaulle nghĩ mình sẽ giành thắng lợi từ vòng đầu tiên, nhưng Mitterrand nhận được 31.7% phiếu bầu, khiến De Gaulle không thể thắng lợi ngay. Ở vòng hai Mitterrand được cánh tả và các nhóm chống de Gaulle khác: Jean Monnet trung dung, bảo thủ ôn hoà Paul Reynaud và Jean-Louis Tixier-Vignancour, phái cực tả, những người bảo vệ Raoul Salan, một trong bốn vị tướng đã tổ chức cuộc nổi dậy Algiers năm 1961 trong cuộc Chiến tranh Algeria.
Mitterrand nhận được 44.8% phiếu ở vòng hai và de Gaulle, với đa số, được bầu thêm một nhiệm kỳ nữa, nhưng thất bại của ông được coi là một vinh dự, bởi không ai được cho là có thể đánh bại de Gaulle. Mitterrand lãnh đạo liên minh trung tả: Liên đoàn Dân chủ và Xã hội cánh Tả (Fédération de la gauche démocrate et socialiste hay FGDS). Nó gồm SFIO, những người cấp tiến và nhiều câu lạc bộ cộng hoà (như CIR của Mitterrand).
Trong cuộc bầu cử lập pháp tháng 3 năm 1967, hệ thống theo đó mọi ứng cử viên không vượt quá 10% phiếu ở vòng thứ nhất không được tham gia vào vòng hai tạo thuận lợi để phe ủng hộ de Gaulle đạt đa số, và chỉ phải đối mặt với một phe đối lập chia rẽ (PCF, FGDS và phái trung dung của Jacques Duhamel). Tuy vậy, các đảng cánh tả vẫn xoay xở để giành được 63 ghế nhiều hơn trước với tổng cộng 194 ghế. Những người Cộng sản vẫn là nhóm cánh tả lớn nhất với 22.5% số phiếu. Liên minh cầm quyền giành đa số nhưng bị giảm một ghế (247 ghế trong số 487).
Tại Paris, cánh Tả (FGDS, PSU, PCF) đạt được nhiều phiếu hơn trong vòng một hơn hai đảng cầm quyền (46% so với 42.6%) trong khi Dân chủ Trung dung của Duhamel có được 7% phiếu. Nhưng với 38% phiếu Liên minh vì nền Đệ ngũ Cộng hoà của de Gaullle vẫn là đảng cầm quyền ở Pháp.
Trong cuộc khủng hoảng chính phủ tháng 5 năm 1968, Mitterrand đã tổ chức một cuộc họp báo thông báo tư cách ứng cử viên của mình nếu một cuộc bầu cử tổng thống được tổ chức. Nhưng sau những cuộc tuần hành của phe de Gaulle trên Champs-Elysées, de Gaulle đã giải tán Quốc hội và thay vào đó kêu gọi một cuộc bầu cử lập pháp. Trong cuộc cuộc bầu cử này, cánh hữu giành đa số lớn nhất từ Khối Quốc gia năm 1919.
Mitterrand bị buộc tội chịu trách nhiệm cho sự thất bại to lớn này và FGDS chia rẽ. Năm 1969, Mitterrand không thể tham gia chạy đua chức tổng thống: Guy Mollet từ chối trao cho ông sự ủng hộ của SFIO. Cánh tả bị loại ở vòng đầu, với ứng cử viên Xã hội Gaston Defferre chỉ giành 5.1% tổng số phiếu. Georges Pompidou đối mặt với Alain Poher phái trung dung trong cuộc ở vòng hai.

### Lãnh đạo Đảng Xã hội
Sau thất bại của FGDS, Mitterrand quay sang Đảng Xã hội (Parti socialiste hay "PS"). Tháng 6 năm 1971, ở thời điểm Đại hội Epinay, CIR gia nhập với "PS", vốn đã thay thế SFIO năm 1969. Phe hành pháp của "PS" khi ấy bị thống trị bởi những người ủng hộ Guy Mollet. Họ đề xuất một cuộc "đối thoại lý tưởng" với những người Cộng sản. Với Mitterrand, một liên minh bầu cử là tối cần thiết để vươn tới quyền lực. Với dự án này, ông đã có được sự ủng hộ của toàn bộ các thành phần phản đối bên trong chống phe của Mollet và ông được bầu làm thư ký thứ nhất của "PS".
Tháng 6 năm 1972, Mitterrand ký Chương trình Chính phủ Chung với người cộng sản Georges Marchais và nhân vật Cánh Tả Cấp tiến Robert Fabre. Với chương trình này, ông lãnh đạo chiến dịch tranh cử năm 1973 của "Liên minh cánh Tả".
Tại cuộc bầu cử tổng thống năm 1974, Mitterrand nhận được 43.2% số phiếu ở vòng một, như ứng cử viên chung của cánh tả. Ở vòng sau, ông đối đầu với Valéry Giscard d'Estaing. Trong cuộc tranh luận trên TV, Giscard d'Estaing chỉ trích ông là "một người đàn ông của quá khứ", vì sự nghiệp chính trị dài của ông. Mitterrand bị đánh bại sít sao với tỷ lệ 49.19% và 50.81%.
Năm 1977, các đảng Cộng sản và Xã hội không thể nâng cấp Chương trình Chung, sau đó thua trong cuộc bầu cử lập pháp năm 1978. Tuy những người Xã hội đảm nhận vai trò lãnh đạo cánh tả, để lần đầu tiên có nhiều phiếu hơn những người Cộng sản từ năm 1936, vai trò lãnh đạo của Mitterrand bị thách thức bởi một nhóm đối lập trong nội bộ, dẫn đầu là Michel Rocard, ông chỉ trích chương trình của PS là "cổ lỗ" và "không thực tế". Những cuộc điều tra cho thấy Rocard được ủng hộ hơn Mitterrand. Tuy nhiên, Mitterrand đã giành chiến thắng tại Đại hội Metz (1979) của đảng và Rocard rút lui tư cách ứng viên cho cuộc bầu cử tổng thống năm 1981.
Lần thứ ba là ứng cử viên tổng thống, Mitterrand không được PCF ủng hộ mà chỉ có PS. Ông đưa ra một hình ảnh làm vững lòng mọi người với khẩu hiệu "lực im lặng". Ông kêu gọi một "chính trị khác", dựa trên chương trình Xã hội 110 Đề xuất cho nước Pháp, và lên án hoạt động của tổng thống đương nhiệm. Hơn nữa, ông còn được lợi từ cuộc xung đột trong cánh hữu đa số. Ông giành được 25.85% phiếu bầu ở vòng một (so với 15% của ứng cử viên PCF Georges Marchais) sau đó đánh bại tổng thống Giscard d'Estaing ở vòng hai với, 51.76% phiếu. Ông trở thành chính trị gia đầu tiên của cánh tả được bầu làm Tổng thống Pháp theo phổ thông đầu phiếu.

## Chức vụ tổng thống

### Nhiệm kỳ đầu tiên

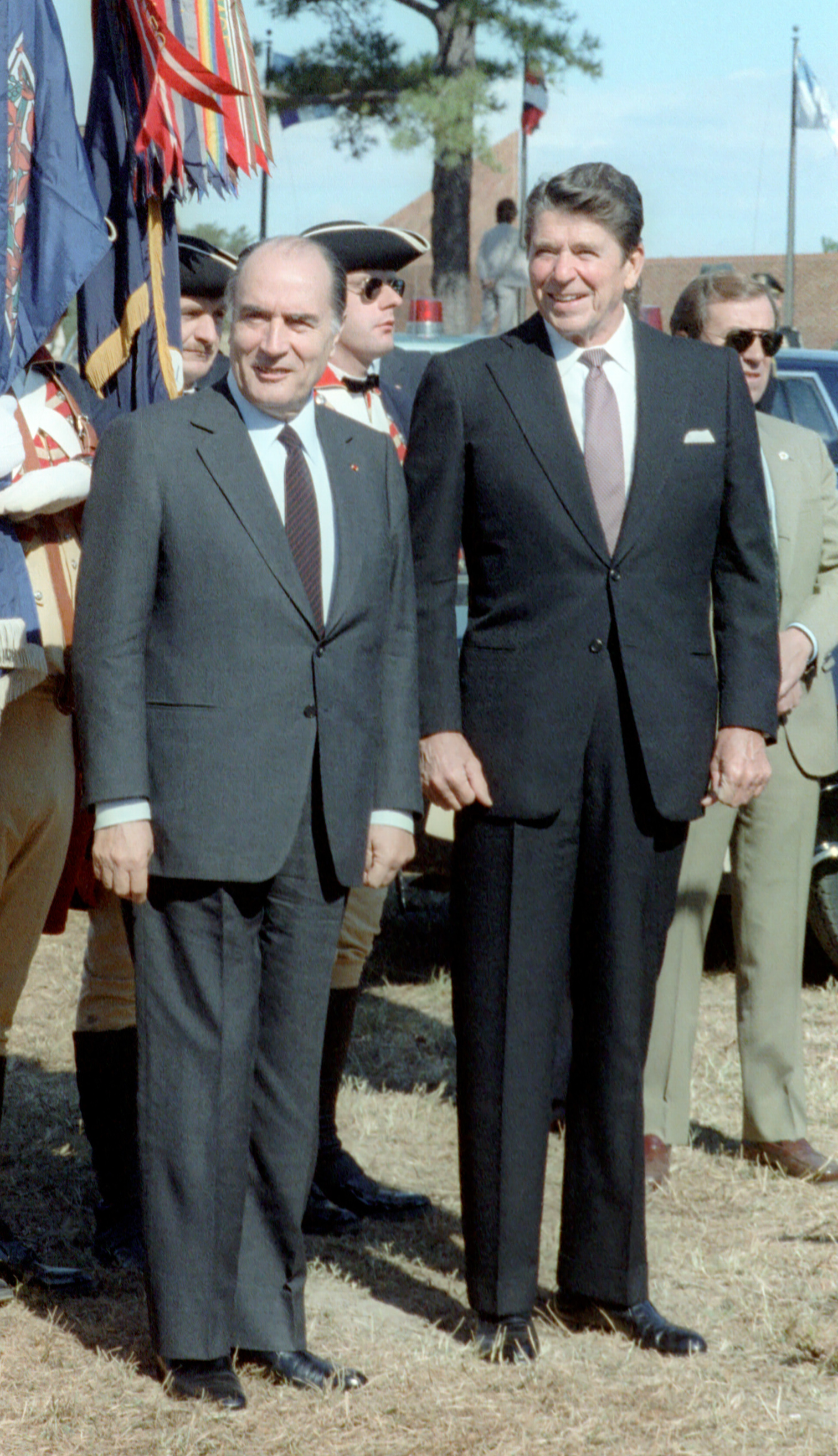
Mitterrand và Tổng thống Hoa Kỳ Ronald Reagan, 1981

Tại cuộc bầu cử tổng thống năm 1981, Mitterrand trở thành Tổng thống xã hội đầu tiên của nền Đệ ngũ Cộng hoà, và chính phủ của ông là chính phủ cánh tả đầu tiên sau 23 năm. Ông chỉ định Pierre Mauroy làm thủ tướng và tổ chức một cuộc bầu cử lập pháp. Những người xã hội giành được đa số trong nghị viện và bốn thành viên cộng sản gia nhập nội các.
Sự khởi đầu nhiệm kỳ đầu tiên của ông được đánh dấu bởi một chính sách kinh tế cánh tả dựa trên 110 Đề xuất cho Pháp và Common Program năm 1972 giữa Đảng Xã hội, Đảng Cộng sản và Đảng Cấp tiến cánh Tả. Nó gồm nhiều kế hoạch quốc hữu hoá, tăng 10% lương tối thiểu (SMIC), làm việc 39 giờ mỗi tuần, 5 tuần nghỉ mỗi năm, việc tạo lập thuế đoàn kết trên tài sản, tăng phúc lợi xã hội, và mở rộng quyền được tư vấn và thông tin của công nhân về công việc của họ (thông qua Đạo luật Auroux). Mục tiêu là khuyến khích bùng nổ nhu cầu và vì thế là cả hoạt động kinh tế (Keynesianism). Tuy nhiên, thất nghiệp tiếp tục gia tăng và ba lần phá giá đồng franc diễn ra sau đó. Chính sách này ít nhiều đã chấm dứt vớisự chuyển hướng sang tự do năm 1983. Ưu tiên được dành cho cuộc chiến chống lạm phát để duy trì tính cạnh tranh trong Hệ thống Tiền tệ châu Âu.
Với sự chú trọng tới các chính sách văn hoá và xã hội, Mitterrand đã bãi bỏ hình phạt tử hình ngay khi lên nhậm chức (thông qua Đạo luật Badinter), cũng như "Đạo luật anti-casseurs" quy định việc quy trách nhiệm cho các hành động bạo lực trong các cuộc biểu tình. Ông cũng giải tán Cour de sûreté, một toà án cấp cao đặc biệt và thực hiện việc pháp chế hoá hàng loạt cho người nhập cư bất hợp pháp. Mitterrand đã thông qua những bộ luật phi tập trung đầu tiên (Đạo luật Defferre) và tự do hoá truyền thông, lập ra CSA cơ quan quản lý truyền thông, và cho phép đài truyền thanh tư nhân và kênh truyền hình tư nhân đầu tiên (Canal+), khiến lĩnh vực phát thanh truyền hình tư nhân phát triển. Năm 1983, Mitterrand trở thành một công dân danh dự của Belgrade.
Cánh Tả thua cuộc trong cuộc bầu cử đô thị năm 1983 và cuộc bầu cử Nghị viện châu Âu năm 1984. Cùng lúc ấy Luật Savary hạn chế cung cấp tài chính cho các trường tư từ các cộng đồng địa phương, đã gây ra một cuộc khủng hoảng chính trị. Nó bị bãi bỏ và Mauroy từ chức vào tháng 7 năm 1984. Laurent Fabius kế vị. Những người cộng sản rời nội các.

### Cùng chung sống (1986-1988)
Trước cuộc chiến dịch tranh cử cuộc bầu cử lập pháp năm 1986, đại diện tỷ lệ được thể chế hoá theo 110 Đề xuất. Tuy nhiên, nó không ngăn cản được chiến thắng của liên minh Tập hợp vì nền Cộng hoà/Liên minh Dân chủ Pháp (RPR/UDF). Mitterrand vì thế chỉ định lãnh đạo RPR Jacques Chirac làm thủ tướng. Giai đoạn chính phủ này, với một Tổng thống và một Thủ tướng thuộc hai liên minh khác nhau, là lần đầu tiên có một sự kết hợp như vậy diễn ra thời Đệ ngũ Cộng hoà, và được gọi là "Cùng tồn tại".
Chirac xử lý hầu hết các chính sách trong nước trong khi Mitterrand tập trung vào "lĩnh vực dành riêng" của ông: quan hệ nước ngoài và quốc phòng. Tuy nhiên, nhiều cuộc xung đột giữa hai người lãnh đạo nhánh hành pháp đã diễn ra. Trong đó Mitterrand từ chối ký các nghị định tự do hoá, buộc Chirac phải để nó được thông qua theo đường nghị viện. Hông ngầm ủng hộ các phong trào xã hội, đáng chú ý là cuộc nổi loạn của sinh viên chống cuộc cải cách trường đại học (Luật Devaquet) . Lợi dụng những khó khăn của nội các Chirac, danh tiếng của ông tăng lên.
Những cuộc điều tra cho thấy ông có lợi thế, ông đã thông báo tư cách ứng cử viên trong cuộc bầu cử tổng thống năm 1988. Ông đề xuất một chương trình ôn hoà (hứa hẹn "không quốc hữu hoá cũng không tự do hoá") và ủng hộ một nước "Pháp thống nhất". Ông giành được 34% phiếu bầu ở vòng 1, sau đó chạy đua với Chirac ở vòng 2 và tái cử với 54% số phiếu. Mitterrand là Tổng thống đầu tiên 2 lần trúng cử qua phổ thông đầu phiếu.

### Nhiệm kỳ thứ hai
Sau khi tái cử, ông chỉ định Michel Rocard làm thủ tướng, dù giữa họ không có quan hệ tốt. Rocard lãnh đạo phái ôn hoà của PS và ông là nhân vật nổi bật nhất trong các chính trị gia Xã hội. Mitterrand quyết định tổ chức một cuộc bầu cử lập pháp. PS giành được một đa số khá lớn trong nghị viện. Bốn chính trị gia trung hữu gia nhập nội các.
Nhiệm kỳ thứ hai của ông được ghi dấu bởi Thoả thuận Matignon về New Caledonia, việc thành lập Bù đắp Thu nhập Tối thiểu (RMI), đảm bảo một mức độ thu nhập tối thiểu cho những người bị tước đoạt bất kỳ hình thức thu nhập nào, việc tái lập thuế đoàn kết vào tài sản, đã từng bị xoá bỏ dưới thời chính phủ Chirac, việc thể chế thuế xã hội chung, cải cách Chính sách Nông nghiệp Chung, Đạo luật Gayssot năm 1990 về tuyên bố hận thù và bác bỏ Holocaust, Đạo luật Arpaillange về cung cấp tài chính cho các đảng chính trị, cải cách luật hình sự và Đạo luật Evin về những địa điểm hút thuốc nơi công cộng. Nhiều công trình kiến trúc lớn được tiếp tục, với việc xây dựng Kim tự tháp Louvre, Đường hầm eo biển Manche, Grande Arche tại La Défense, Bastille Opera, Bộ Tài chính tại Bercy, Thư viện Quốc gia Pháp.
Nhưng nhiệm kỳ thứ hai cũng được ghi dấu bởi sự đối lập bên trong PS và sự chia rẽ của nhóm Mitterrandist (tại Đại hội Rennes, nơi những người ủng hộ Laurent Fabius và Lionel Jospin xung đột mạnh mẽ với nhau giành quyền kiểm soát trong đảng), những vụ scandal về cung cấp tài chính cho đảng, scandal máu độc liên quan tới Laurent Fabius và các cựu bộ trưởng Georgina Dufoix và Emond Hervé, và vụ việc nghe trộm Elysée.
Bất bình với thất bại của Rocard trong việc thực hiện các chương trình xã hội, Mitterrand bãi chức Rocard năm 1991 và chỉ định Edith Cresson thay thế ông. Bà là người phụ nữ đầu tiên làm Thủ tướng Pháp, nhưng đã bị buộc phải từ chức sau thảm hoạ của cuộc bầu cử cấp vùng năm 1992. Người kế nhiệm bà Pierre Bérégovoy hứa hẹn chiến đấu chống nạn thất nghiệp và tham nhũng nhưng ông không thể ngăn được thất bại cay đắng của phái Tả trong cuộc bầu cử lập pháp năm 1993. Ông tự sát ngày 1 tháng 5 năm 1993.
Ngày 16 tháng 2 năm 1993, Tổng thống Mitterrand khai trương tại Fréjus một Đài kỷ niệm những cuộc chiến tranh Đông Dương.
Mitterrand chỉ định cựu Bộ trưởng Tài chính của đảng Tập hợp vì nền Cộng hoà Edouard Balladur làm Thủ tướng. Cuộc "chung sống" thứ hai ít bất đồng hơn, bởi hai người biết họ không phải là đối thủ của nhau trong cuộc bầu cử tổng thống tiếp theo. Mitterrand bị suy yếu bởi bệnh ung the, vụ scandal về quá khứ của ông trong chế độ Vichy, và vụ tự sát của người bạn François de Grossouvre. Nhiệm kỳ thứ hai và cuối cùng của ông chấm dứt sau cuộc bầu cử tổng thống năm 1995 vào tháng 5 với thắng lợi của Jacques Chirac.
Mitterrand chết vì ung thư tuyến tiền liệt ngày 8 tháng 1 năm 1996 ở tuổi 79.

## Chính sách đối ngoại

### Quan hệ Đông-Tây
Mitterrand ủng hộ sự hợp tác chặt chẽ hơn của châu Âu và duy trì mối quan hệ đặc biệt của Pháp với các cựu thuộc địa, mà ông sợ rằng đang rơi vào "ảnh hưởng của Anh." Ông hướng tới sự duy trì quyền lực của Pháp tại châu Phi dẫn tới những tranh cãi liên quan tới vai trò của Pháp trong cuộc Diệt chủng Rwanda. Dù có những liên hệ với cánh tả của Mitterrand, trong thập niên 1980 nước Pháp ngày càng xa cách khỏi Liên Xô. Khi Mitterrand tới thăm Liên Xô vào tháng 11 năm 1988, truyền thông Xô viết tuyên bố ông đã 'bỏ qua một bên một thập kỷ rõ ràng uổng phí và sự mất mát của mối 'quan hệ đặc biệt' Pháp-Xô từ thời de Gaulle'.
Tuy nhiên, Mitterrand đã lo lắng về sự sụp đổ nhanh chóng của khối Xô viết. Ông phải đối sự thống nhất nước Đức, thậm chí đã nghĩ tới một liên minh quân sự với Nga để ngăn chặn nó, "được nguỵ trang như việc cùng sử dụng các quân đội để đương đầu với các thảm hoạ tự nhiên". Ông đã thực hiện một chuyến viếng thăm gây tranh cãi tới Đông Đức sau sự sụp đổ của Bức tường Berlin. Ông phản đối sự thay đổi công nhận với Croatia và Slovenia, mà ông cho rằng dẫn tới tình trạng bạo lực ở Nam Tư.
Pháp tham gia vào cuộc Chiến tranh vùng Vịnh (1990-1991) với liên quân Liên hiệp quốc.

### Chính sách châu Âu
Những thành tựu chính của ông là trên bình diện quốc tế, đặc biệt trong Cộng đồng Kinh tế châu Âu. Ông ủng hộ việc mở rộng Cộng đồng để bao gồm Tây Ban Nha và Bồ Đào Nha (hai nước gia nhập tháng 1 năm 1986). Tháng 2 năm 1986 ông giúp Đạo luật Một châu Âu đi vào thực hiện. Ông đã cộng tác tốt với Helmut Kohl và cải thiện đáng kể quan hệ Pháp-Đức. Họ đã cùng nhau đề xuất Hiệp ước Maastricht, được ký kết ngày 7 tháng 2 năm 1992. Hiệp ước được cuộc trưng cầu dân ý phê chuẩn và thông qua với chỉ hơn 51% số phiếu.

### Bài diễn văn năm 1990 tại La Baule
Phản ứng trước một phong trào dân chủ tại châu Phi sau sự sụp đổ năm 1989 của Bức tường Berlin, ông đã có bài phát biểu La Baule nổi tiếng vào tháng 6 năm 1990 gắn viện trợ phát triển với các nỗ lực dân chủ từ các cựu thuộc địa của Pháp, và trong đó ông phản đối việc phá giá đồng CFA Franc. Chứng kiến một "làn gió phía Đông" thổi tại Liên Xô cũ và Đông Âu, ông nói rằng một "làn gió phía Nam" cũng đang thổi ở châu Phi, và rằng các lãnh đạo nhà nước phải đáp ứng những mong đợi và ước vọng của người dân bằng một sự "mở rộng dân chủ", gồm một hệ thống đại diện, bầu cử tự do, đa đảng phái, tự do báo chí, tư pháp độc lập, và xoá bỏ kiểm duyệt. Nhắc lại rằng Pháp là nước có nỗ lực cao nhất về viện trợ phát triển, ông thông báo rằng Các nước kém phát triển (LDCs) sẽ chỉ nhận được các khoản viện trợ (để ngăn cản sự gia tăng nhanh chóng của Nợ nần của Thế giới thứ Ba trong thập niên 1980, và hạn chế tỷ lệ lãi xuất ngay lập tức xuống 5% cho các nước đang chuyển tiếp (như, Côte d'Ivoire, Congo, Cameroon và Gabon). Trong một lời ám chỉ rõ ràng tới hệ thống ám muội được gọi là Françafrique, ông cũng chỉ trích chủ nghĩa can thiệp vào các vấn đề chủ quyền, mà theo ông chỉ là một hình thức khác của "chủ nghĩa thực dân." Tuy nhiên, theo Mitterrand, điều này không dẫn tới sự giảm chú ý của Paris tới các cựu thuộc địa, Mitterrand vì thế tiếp tục chính sách châu Phi mà de Gaulle đã bắt đầu từ năm 1960, sau sự thất bại của việc thành lập Cộng đồng Pháp năm 1958. Tổng thể, bài diễn văn La Baule của Mitterrand, đánh dấu sự chuyển biến trong chính sách của Pháp với các cựu thuộc địa, đã được so sánh với loi-cadre Defferre năm 1956 dẫn tới tính cảm chống thực dân. Tuy nhiên, các lãnh đạo châu Phi hầu hết phản ứng hờ hững. Omar Bongo, Tổng thống Gabon, tuyên bố rằng ông đã có "các sự kiện hỏi ý kiến ông ta;" Abdou Diouf, Tổng thống Senegal, nói rằng theo ông, giải pháp tốt nhất là một "chính phủ mạnh" và một "phe đối lập có thiện ý;" Tổng thống Chad, Hissène Habré (biệt hiệu "Pinochet châu Phi") tuyên bố rằng điều đó trái ngược với yêu cầu mà các nhà nước châu Phi cần đồng thời tiến hành dựa trên một "chính sách dân chủ" và "các chính sách kinh tế xã hội hạn chế chủ quyền của họ", (trong một sự ám chỉ rõ ràng tới "các chương trình sửa đổi cơ cấu của Quỹ Tiền tệ Quốc tế và Ngân hàng Thế giới." Hassan II, cựu quốc vương Morocco, đã nói rằng "châu Phi quá mở cửa với thế giới để không biết tới điều đang xảy ra ở đó", nhưng các quốc gia phương Tây phải "giúp các nền dân chủ non trẻ mở cửa, mà không đặt một con dao trên cổ họng nó, mà không có một sự chuyển tiếp sang chế độ đa đảng tàn bạo." Tóm lại, bài phát biểu La Baule đã được cho là một mặt "một trong những nền tảng đổi mới chính trị tại vùng châu Phi nói tiếng Pháp", và mặt khác "sự hợp tác với Pháp", điều này dù "không ăn nhập và mâu thuẫn, như bất kỳ một chính sách công cộng"

### Phát hiện HIV
Tranh cãi xung quanh việc phát hiện Virus gây suy giảm miễn dịch trên người (HIV) lên cao sau khi nhà nghiên cứu Mỹ Robert Gallo và nhà khoa học người Pháp Luc Montagnier đều tuyên bố phát hiện ra nó. Hai nhà khoa học đặt cho virus những cái tên khác nhau. Vụ tranh cãi cuối cùng được dàn xếp bởi một thoả thuận (với sự giúp đỡ trung gian của Dr Jonas Salk) giữa Tổng thống Ronald Reagan và Mitterrand trao bằng công nhận tương đương cho cả hai và đội của họ.

### Đồng hoàng tử Andorra
Ngày 2 tháng 2 năm 1993, trong vai trò đồng hoàng tử Andorra, Mitterrand và Joan Martí Alanis, là Giám mục Urgell và vì thế là đồng hoàng tử Andorra, đã ký một hiến pháp mới cho Andorra, sau này được một cuộc trưng cầu dân ý phê chuẩn tại công quốc.

## Danh sách Thủ tướng trong thời kỳ cầm quyền của Mitterrand
| Thủ tướng        | từ   | tới  | Ghi chú                                                |
| ---------------- | ---- | ---- | ------------------------------------------------------ |
| Pierre Mauroy    | 1981 | 1984 |                                                        |
| Laurent Fabius   | 1984 | 1986 | Thủ tướng trẻ nhất từ thời Decazes (39 tuổi)           |
| Jacques Chirac   | 1986 | 1988 | Chính phủ cùng chung sống đầu tiên của Đệ ngũ cộng hoà |
| Michel Rocard    | 1988 | 1991 |                                                        |
| Édith Cresson    | 1991 | 1992 | Nữ Thủ tướng đầu tiên                                  |
| Pierre Bérégovoy | 1992 | 1993 |                                                        |
| Édouard Balladur | 1993 | 1995 | Cùng chung sống lần thứ hai                            |

## Scandal và những tranh cãi về thời kỳ cầm quyền của Mitterrand

### Bí mật y tế
Sau khi ông mất, một cuộc tranh cãi nổ ra khi cựu bác sĩ của ông, Dr Claude Gubler, viết một cuốn sách có tựa đề Le Grand Secret ("Bí mật lớn") nói rằng Mitterrand đã có những bản báo cáo sức khoẻ giả được công bố từ tháng 11 năm 1981, giấu kín bệnh ung thư. Gia đình Mitterrand sau đó đã truy tố Gubler và nhà xuất bản của ông vì vi phạm bí mật y khoa.

### Pétain
Mitterrand bị tấn công năm 1992 khi mọi người phát hiện rằng ông đã sắp xếp việc đặt vòng hoa trên mộ Thống chế Philippe Pétain vào mỗi Ngày đình chiến từ năm 1987. Việc đặt vòng hoa đó không phải chưa từng có tiền lệ: các tổng thống Charles de Gaulle và Valéry Giscard d'Estaing đã đặt vòng hoa trên mộ Pétain để kỷ niệm lần thứ 50 và 60 ngày chấm dứt Thế chiến I. Pétain đã từng là người lãnh đạo các lực lượng vũ trang Pháp tại Trận Verdun trong Thế chiến I, nhờ thế ông được những người cùng thời tôn trọng. Tuy nhiên, sau này ông trở thành lãnh đạo chế độ Vichy Pháp sau khi Pháp bị Đức đánh bại trong Thế chiến II, hợp tác với Phát xít Đức và đưa các biện pháp bài Do Thái vào thực hiện.
Tương tự, Tổng thống Georges Pompidou đã đặt một vòng hoa vào năm 1973 khi di hài của Pétain được đưa về Ile d'Yeu sau khi bị đánh cắp. Nhưng việc kỷ niệm hàng năm của Mitterrand đánh dấu một sự thay đổi so với hành động của những người tiền nhiệm, và xúc phạm tới tình cảm ở một thời điểm khi nước Pháp đang xem xét lại vai trò của mình trong the Holocaust.

### Urba
Cơ quan tư vấn Urba được thành lập năm 1971 bởi Đảng Xã hội để cố vấn cho các xã đang dưới quyền lãnh đạo của phe xã hội về các dự án cơ sở hạ tầng và dự án công cộng. Vụ việc Urba bị phát giác trước công chúng năm 1989 khi hai sĩ quan cảnh sát điều tra văn phòng cấp vùng tại Marseille của Urba phát hiện các văn bản chi tiết của các hợp đồng của tổ chức và việc phân chia số tiền thu được giữa đảng và các quan chức được bầu. Dù các biên bản chứng minh một mối liên hệ trực tiếp giữa Urba và hoạt động hối lộ, một sắc lệnh từ văn phòng của Mitterrand, chính ông cũng bị liệt kê là một người nhận tiền, đã ngăn cản việc điều tra thêm nữa. Chiến dịch tranh cử của Mitterrand năm 1988 được chỉ đạo bởi Henri Nallet, người sau đó trở thành Bộ trưởng Tư Pháp và vì thế chịu trách nhiệm việc điều tra ở tầm vóc quốc gia. Năm 1990 Mitterrand tuyên bố ân xá cho những người đang bị điều tra, vì thế chấm dứt vụ việc. Người phụ trách tài chính của Đảng Xã hội Henri Emmanuelli bị đem ra xét xử năm 1997 vì tham nhũng, và ông bị kết án hai năm tù treo.

### Mazarine
Mitterrand có nhiều vụ rắc rối về gia đình ngoài hôn nhân, một trong số đó là với nhân tình Anne Pingeot; họ có một con gái, Mazarine. Mitterrand đã tìm cách giữ bí mật việc này, nó chỉ kết thúc vào tháng 11 năm 1994, khi sức khoẻ Mitterrand kém đi và việc sắp nghỉ hưu khiến ông không còn có được sự sợ hãi và nể phục của giới nhà báo Pháp. Tương tự, Mazarine, một sinh viên cao đẳng, đã đến tuổi thành niên và không còn được bảo vệ theo quyền trẻ em nữa.

### Nghe trộm điện thoại
Từ năm 1982 tới năm 1986, Mitterrand đã thành lập một "đơn vị chống khủng bố" như một cơ quan của Tổng thống nền Cộng hoà. Nó được lập ra một cách khá bất thường, bởi những phi vụ chống khủng bố như vậy thường thuộc Cảnh sát Quốc gia và Gendarmerie, hoạt động dưới quyền Thủ tướng, và dưới sự giám sát của tư pháp. Đơn vị hầu hết được lấy từ các thành viên của các lực lượng trên, nhưng nó không thuộc sự chỉ huy và bảo vệ thông thường. 3000 cuộc hội thoại liên quan tới 150 người (7 vì các lý do được cho là có thể có nghi ngờ bởi các quy trình xét xử sau đó) đã được ghi lại từ tháng 1 năm 1983 tới tháng 3 năm 1986 bởi đơn vị chống khủng bố này tại Điện Elysée. Đáng chú ý nhất, có vẻ đơn vị này, theo các mệnh lệnh bất hợp pháp của tổng thống, đã thu các băng ghi âm với các nhà báo, chính trị gia và những người khác có thể là trở ngại với đời sống cá nhân của Mitterrand. Việc thu âm một cách bất hợp pháp bị phát hiện năm 1993 bởi tờ Libération; vụ án chống lại các thành viên của đơn vị được xét xử tháng 11 năm 2004.
Mất 20 năm để 'vụ việc' được đưa ra trước toà bởi vị quan toà chỉ đạo Jean-Paul Vallat đầu tiên bị cản trở bởi 'vụ việc' được coi là bí mật quốc phòng nhưng vào tháng 12 năm 1999 la Commission consultative du secret de la défense nationale đã giải mật một phần những hồ sơ liên quan. Vị thẩm phán đã kết thúc cuộc điều tra năm 2000, nhưng vẫn cần nhiều năm nữa trước khi nó được xét xử tại toà ngày 15 tháng 11 năm 2004 trước phòng số 16 của toà án trừng phạt Paris. 12 người bị kết tội "atteinte à la vie privée" (vi phạm quyền riêng tư) và một người vì tội bán các file máy tính. 7 người bị tuyên án treo và bị phạt, 4 người được tuyên vô tội.
'Vụ việc' cuối cùng chấm dứt trước Toà trừng phạt Paris với phán quyết của toà ngày 9 tháng 11 năm 2005. 7 thành viên của đơn vị chống khủng bố của tổng thống bị kết án và Mitterrand bị coi là "người thành lập và kiểm soát hầu hết chiến dịch.".
Phán quyết của toà cho thấy Mitterrand muốn giữ kín các chi tiết của đời sống cá nhân trước công chúng, như sự tồn tại của người con gái ngoài hôn nhân Mazarine Pingeot (với tác gia Jean-Edern Hallier, đang bị đe doạ tiết lộ), bệnh ung thư tuyến tiền liệt của ông được chẩn đoán năm 1981 và các chi tiết quá khứ của ông thời Chế độ Vichy vẫn chưa được công chúng biết tới. Toà án phán quyết rằng một số người đã bị nghe trộm điện thoại với các lý do "không rõ ràng", như người bạn của Carole Bouquet, một luật sư có gia đình ở Trung Đông, Edwy Plenel, một nhà báo của tờ  le Monde người theo dõi câu chuyện Rainbow Warriorvà luật sư Antoine Comte. Toà tuyên bố rằng " Les faits avaient été commis sur ordre soit du président de la République, soit des ministres de la Défense successifs qui ont mis à la disposition de (Christian Prouteau) tous les moyens de l'État afin de les exécuter (những hành động đó được thực hiện theo lệnh từ Tổng thống Pháp hay từ các Bộ trưởng Quốc phòng những ngươờ đã cho phép Christian Prouteau tiếp cận không hạn chế với các thiết bị của nhà nước để ông ta có thể thực hiện mệnh lệnh)" Toà án nói rằng Mitterrand là người chủ mưu chính của vụ nghe trộm (l'inspirateur et le décideur de l'essentiel) và rằng ông đã ra lệnh một số vụ và làm ngơ một số vụ khác và rằng không một cuộc băng nào trong số 3000 cuộn băng do đơn vị này thu được thực hiện một cách hợp pháp.
Ngày 13 tháng 3 năm 2007 Toà phúc thẩm tại Paris phạt 1€ thiệt hại cho nữ diễn viên Carole Bouquet và 5000€ cho Trung tướng Jean-Michel Beau vì xâm phạm quyền riêng tư..
Vụ án được đưa ra trước Toà án Nhân quyền châu Âu, toà đưa ra tuyên án ngày 7 tháng 6 năm 2007 rằng các quyền tự do thể hiện của các nhà báo trong vụ này đã không được tôn trọng.
Năm 2008 nhà nước Pháp đã bị toà án ra lệnh bồi thường cho gia đình Jean-Edern Hallier.

### Rwanda
Paris ủng hộ tổng thống Rwanda Juvénal Habyarimana, người bị ám sát ngày 6 tháng 4 năm 1994 khi đang ở trong một chiếc Dassault Falcon 50 được Mitterrand tặng ông. Thông qua các văn phòng của 'Cellule Africaine', một văn phòng tổng thống do con trai của Mitterrand, Jean-Christophe lãnh đạo, ông đã cung cấp hỗ trợ tài chính và quân sự cho chế độ Hutu đầu thập niên 1990. Với sự giúp đỡ của Pháp, quân đội Rwandan đã phát triển từ một lực lượng 9,000 người vào tháng 10 năm 1990 lên tới 28,000 người năm 1991. Pháp cũng hỗ trợ huấn luyện nhân viên, chuyên gia và một khối lượng lớn vũ khí và các hợp đồng vũ khí với Ai Cập và Nam Phi. Pháp cũng trang bị và huấn luyện đội Vệ binh Tổng thống của Habyrimana. Quân đội Pháp đã được triển khai theo Opération Turquoise, một chiến dịch quân sự được tiến hành theo sự uỷ nhiệm của Liên hợp quốc (UN) mandate. Chiến dịch hiện là chủ đề tranh cãi chính trị và lịch sử.

### Vụ đánh bom Rainbow Warrior và vụ ám sát Fernando Pereira
Rainbow Warrior, một chiếc tàu của tổ chức Hoà bình xanh, đang ở New Zealand chuẩn bị phản đối cuộc thử nghiệm hạt nhân của Pháp ở Nam Thái Bình Dương thì một vụ nổ xảy ra đánh đắm nó. Nhiếp ảnh gia Fernando Pereira bị chết đuối trong cuộc hỗn loạn sau đó khi ông tìm cách cứu các thiết bị của mình. Chính phủ New Zealand đã gọi vụ đánh bom là cuộc tấn công khủng bố đầu tiên vào đất nước mình. Giữa năm 1985, Bộ trưởng Quốc phòng Charles Hernu buộc phải từ chức sau khi sự liên can của Pháp vào vụ tấn công chiếc Rainbow Warrior bị phát hiện.
Nhân dịp kỷ niệm lần thứ 20 ngày chiếc tàu bị đánh đắm mọi người phát hiện ra rằng đích thân Mitterrand đã cho phép thực hiện vụ việc gây ra cái chết của Pereira. Đô đốc Pierre Lacoste, cựu lãnh đạo DGSE, đã có một tuyên bố nói rằng cái chết của Pereira tác động mạnh tới lương tâm ông. Cũng trong ngày kỷ niệm, Truyền hình New Zealand (TVNZ) đã tìm cách tiếp cận một đoạn video được thực hiện ở phiên xét xử đầu tiên khi điệp viên Pháp thú nhận dính líu, một cuộc chiến pháp lý mà họ đã giành phần thắng năm 2006.

## Sự nghiệp chính trị
Tổng thống Cộng hoà Pháp: 1981-1995
Chức vụ chính phủ
Bộ trưởng nhà nước, bộ trưởng tư pháp: 1956-1957
Bộ trưởng nội vụ: 1954-1955
Bộ trưởng thuộc địa và lãnh thổ hải ngoại: 1950-1951
Bộ trưởng cựu chiến binh và nạn nhân chiến tranh: 1947-1948
Thư ký thông tin nhà nước: Tháng 7-9 năm 1948
Ủy quyền bầu cử
Thành viên Quốc hội Pháp cho Nièvre: 1946-1958 / 1962-1981
Thượng nghị sĩ Nièvre: 1959-1962 (Tái trúng cử thành viên Quốc hội Pháp năm 1962)
Thị trưởng Château-Chinon (Thành phố): 1959-1981
Thành viên hội đồng Nièvre: 1949-1964
Chủ tịch Hội đồng thành viên Nièvre: 1964-1981
Hoạt động chính trị
Thư ký thứ nhất (lãnh đạo) Đảng Xã hội (Pháp): 1971-1981